# Management europeo
El management europeo se define como "una gestión  intercultural y social, basada en un enfoque interdisciplinario" y es muy diferente de los modelos similares desarrollados en Japón y Estados Unidos, que son el enfoque razonablemente difícil de la gestión de personal. El modelo europeo de gestión ha evolucionado hacia la consideración de la conducta humana en la prestación de la exposición a la conducta colectiva. De este modo, este modelo de gestión prevé estado de "social" de una persona.
El management europeo tiene tres características:
1. El management intercultural: un enfoque en la gestión de recursos humanos que tiene como objetivo favorecer el entendimiento entre los trabajadores de una empresa, favoreciendo la comprensión de los distintos valores culturales[5]
2. El management social y la responsabilidad social corporativa:[6][7]
3. La interdisciplinariedad: La organización europea se enfrenta a cambios más frecuentes y complejos que demandan una mayor eficiencia, el perfeccionamiento de los procesos y una evolución constante de los principios de gestión hacia la gerencia de los intangibles capaces de generar ventajas competitivas sostenibles en el tiempo.[8]